# NGC 6038
NGC 6038 (другие обозначения — UGC 10149, MCG 6-35-26, ZWG 195.8, IRAS16008+3729, PGC 56812) — спиральная галактика (Sc) в созвездии Северная Корона.
Этот объект входит в число перечисленных в оригинальной редакции «Нового общего каталога».
В галактике вспыхнула сверхновая SN 1999cc типа Ia, её пиковая видимая звездная величина составила 16,3.